# Football Club Neuchâtel
Cette page concerne le FC Neuchâtel, fondé en 1895 et fusionné avec le FC Vignoble en 1906. Pour le club suivant, voir FC Cantonal Neuchâtel et pour le club actuel, voir Neuchâtel Xamax FCS
Le FC Neuchâtel fut un club de football de la ville de Neuchâtel en Suisse, fondé au printemps 1895.

## Historique
Il participe au tout premier championnat de Suisse (inofficiel) en 1897-1898 qui fut composé des clubs suivants :
- Groupe A : FC Grasshopper, FC Zurich
- Groupe B : FC Neuchâtel, FC Maisonneuve Vevey, Lausanne Football and Cricket Club, La Villa Longchamp de Lausanne et le FC Yverdon
- Groupe C : FC La Châtelaine, FC Château de Lancy et Racing-Club, tous trois de Genève (1)

En fin de saison 1902-1903, il participe pour la 1re fois aux finales du championnat (qui regroupe les meilleures équipes de chaque groupe), et s'incline d'abord devant le FC Young Boys de Berne (qui sera sacré champion) avant de s'imposer contre le FC Zurich, et devenant ainsi vice-champion de Suisse.
En 1906 il fusionna avec le FC Vignoble pour devenir le FC Cantonal Neuchâtel, puis en 1970 Neuchâtel Xamax à la suite d'une fusion avec le FC Xamax.

## Parcours
- 1895 - 1906 Championnat de Suisse D1